# André Ferrat
Pour les articles homonymes, voir Ferrat, André Morel et Morel.
André Ferrat, (1902-1988), de son vrai nom André Morel, est militant communiste puis socialiste, résistant, et journaliste français.

## Biographie
André Ferrat est un militant du Parti communiste-SFIC dès 1921, coopté au comité central en 1924, puis membre du bureau politique à partir de 1928.
À partir de 1929, il commence à remettre en cause la politique stalinienne et exprime ses réticences vis-à-vis de la politique sectaire menée par l'Internationale communiste, notamment en Allemagne. La réaction de la direction du parti le conforte dans ses opinions.
Il est rédacteur en chef de L'Humanité de 1932 à 1934. Partisan de l’indépendance des colonies, il dirige la section coloniale du parti et noue des contacts avec Messali Hadj. Ses reportages en Afrique du Nord sont publiés dans le magazine Regards.
André Ferrat participe à la création en 1934 du groupe oppositionnel clandestin Que faire, « toute contestation ouverte étant désormais interdite sous peine d’exclusion ». En 1935, il exprime encore des réserves vis-à-vis du programme du Front populaire qui ne prévoit pas la décolonisation.
Ayant été peu à peu marginalisé, épinglé comme intellectuel par Jacques Duclos, il est écarté du bureau politique en janvier 1936. Pendant la grève générale de juin 1936, il s’oppose à la ligne de la direction « d’arrêt des grèves », mais il est empêché de s’exprimer devant les militants lors de la réunion du 11 juin, étant expulsé par le service d’ordre (malgré le fait qu'il est à cette date toujours membre du comité central). Quelques jours plus tard, « il critique l’attitude de la direction du Parti qui freine et brise le mouvement spontané de grève, il s’élève contre la suppression de toute démocratie à l’intérieur du Parti ». Il est finalement exclu du PC le 23 juillet 1936 pour avoir refusé d’aller s’expliquer à Moscou.
Après son exclusion, il est rédacteur en chef du journal communiste Drapeau rouge, publié par le groupe Que faire. En 1937, le groupe Que faire rejoint la SFIO en tant que tendance.
Mobilisé en septembre 1939, André Ferrat est grièvement blessé en juin 1940. Recherché par la Gestapo, il rejoint la Résistance au printemps 1942, et fait partie de la direction de Franc-Tireur (où il retrouve d’autres exclus du PC, comme Élie Péju et Jean-Jacques Soudeille). Il est plus tard directeur de Lyon Libre, quotidien du soir lancé par le Mouvement de libération nationale (MLN) de 1944 à 1946.
Après la guerre, il est membre du Comité Directeur de la SFIO de 1946 à 1956. Il s’oppose à Guy Mollet sur la guerre d'Algérie.
Codirecteur de l'hebdomadaire Demain, organe de la gauche européenne, de 1955 à 1957. Il collabore de 1969 à 1972 à Démocratie Socialiste.
Il est marié à Jeanne Ferrat, trotskiste d'origine juive polonaise. Il figure dans le Dictionnaire biographique du mouvement ouvrier français (Maitron).

## Publications
- Histoire du P.C.F., Bureau d'éditions, coll. Bibliothèque du mouvement ouvrier, Paris, 1931, 259 p. Réédition en fac-similé, éditions Gît-le-Cœur, Paris, s.d. (1969), 259 p.
- La République à refaire, édition Gallimard NRF, Paris, 1945 (préface d’André Philip)
- Révolution soviétique et troisième internationale, Spartacus, Paris, 1947 (sur MIA)

- Autres textes sur :
  - La Bataille socialiste